# Tommy Ghezala
Tommy Ghezala, né le 12 novembre 1992 à Saint-Dié-des-Vosges, est un joueur français de basket-ball. Il évolue au poste de meneur.

## Biographie
Tommy Ghezala commence le basket sur le tard à l'âge de 14 ans. Sans jamais passer par un centre de formation d'un club professionnel, il gravit les échelons un par un au fil des années. D'abord en Nationale 3 avec Sainte-Marguerite Basket et Saint-Dié-des-Vosges Basket.
Meilleur marqueur de la division avec 20 points de moyenne, Ghezala accède à la Nationale 2 et dispute deux saisons (2014-2016) avec Joeuf Homécourt Basket. À l'issue de son contrat, le meneur de jeu continue son ascension et file à Gries-Oberhoffen, promu pour la première fois de son histoire en Nationale 1.

### Joueur cadre de NM1 (2018-2022)
Finissant la saison à une moyenne de 7,7 points, un accord verbal est trouvé entre Ghezala et le club alsacien pour prolonger l'aventure d'une saison supplémentaire. Mais au dernier moment, l'entraîneur change d'avis et ne le prolonge pas. Sans club, le natif de Saint-Dié-des-Vosges finit par descendre d'une division. Retour en Nationale 2 avec Kaysersberg Ammerschwihr Basket Centre Alsace (KABCA). Le petit club alsacien réalise une belle saison, avec l'accession en Nationale 1 et une troisième finale de Coupe de France amateur disputée en moins de 10 ans (2010, 2016, 2018). Tommy Ghezala et son équipe s'incline après prolongation contre Toulouse (81-73).
Mais le Franco-Algérien n'accompagne pas le club en Nationale 1. D'un commun accord, les deux parties décident de ne pas poursuivre l'aventure. À 25 ans, et pour la première fois de sa vie, il quitte la région Grand Est. Direction Aubenas, pensionnaire de NM1.
Le club ardéchois vit une saison compliquée, entre des résultats négatifs et de multiples changements dans son effectif. Ghezala réalise une bonne saison individuelle mais la rétrogradation du club en NM2 lui fait rencontrer des difficultés pour trouver un nouveau contrat. Ce n'est qu'en novembre 2019 qu'il signe à Pont-de-Cheruy, promu en NM1. Sa bonne saison individuelle (11,5 points et 4,2 passes décisives en 20 minutes de jeu pour 12 matchs disputés) convainc les dirigeants de le prolonger pour une saison supplémentaire et d'avoir le rôle de meneur titulaire après le départ de Marc-Antoine Pellin à Saint-Vallier. De plus, le club isérois réalise une saison surprenante, finissant à la 3e place du groupe B avec un bilan de 18 victoires en 26 matchs.

### Expérience en Pro B (2021-2025)
Avec 27 minutes de temps de jeu en 2020/2021, le Vosgien a du temps de jeu pour s'exprimer. Si le bilan collectif est légèrement moins bien que la précédente saison avec 15 victoires en 26 matchs, Ghezala réalise le meilleur exercice de sa carrière professionnelle. Il cumule une moyenne de 11,6 points, 7,3 passes décisives et 2,4 interceptions en 27 minutes. Faisant de lui le meilleur intercepteur de toute la division et le deuxième meilleur passeur. De quoi entrevoir pour la première fois de sa carrière les portes de la LNB. L'ALM Évreux s'offre ses services pour deux saisons. Dans l'Eure, Tommy Ghezala retrouve ainsi Marc Namura, son ancien coach à Aubenas.
Au cours de ses deux années, le meneur de jeu gagne la Leaders Cup Pro B 2022, le tout premier trophée de l'histoire du club en 36 années d'existence,. Les Ébroïciens ont disposé du SLUC Nancy en finale aller-retour (79-79 à Évreux, 78-90 à Nancy). C'est également son premier trophée personnel dans le monde professionnel. Comme à Pont-de-Cheruy, le meneur de jeu gagne en responsabilités la deuxième année, ce qui s'en ressent dans ses statistiques. Ainsi, en 2022-2023, il termine la saison avec une moyenne de 7 points, 2,9 passes décisives et 1,6 interception en 20 minutes.
La saison suivante, Tommy Ghezala reste en Pro B et s'engage le 12 octobre 2023 avec l'Étoile Angers Basket. Il ne peut toutefois empêcher la relégation du club en NM1 et rebondit l'année suivante comme pigiste médical de Dalil Hadi à l’Élan béarnais pour le début de la saison 2024-2025 de Pro B. Tommy Ghezala retrouve l'ALM Évreux à la suite de son expérience béarnaise comme pigiste de Paul Rigot puis de Dorian Angloma entre décembre 2024 et février 2025.

## Palmarès
- Leaders Cup Pro B 2022
- Finaliste Trophée Coupe de France 2018